# Powell Obinna Obi
Powell Obinna Obi (オビ パウエル オビンナ Obi Powell Obinna?), född 18 december 1997 i Saitama prefektur, är en japansk fotbollsspelare.
Obi började sin karriär 2020 i Yokohama F. Marinos.